# Juan Nicolás Callejas Arroyo
Juan Nicolás Callejas Arroyo (9 de julio de 1944; Nautla, Veracruz - 21 de septiembre de 2017; Veracruz, Veracruz) fue un maestro, líder sindical y político mexicano afiliado al Partido Revolucionario Institucional. Ha sido diputado federal en tres ocasiones, y diputado local del congreso de Veracruz en tres ocasiones.

## Primeros años
Nació en la comunidad «El Pato» en el municipio de Nautla el 9 de julio de 1944. Hijo de Pedro callejas Córdoba y de Francisca Arroyo Batisa, estudio en la Normal Rural de Perote “Enrique Rodríguez Cano”. Empezó como profesor de primaria cuando recibió su plaza en 1964. En 1966 se afilió al Partido Revolucionario Institucional. En 1972 fue nombrado director de una primaria. 

## Carrera sindical
En 1978 fue elegido Secretario general de la sección 32 del Sindicato Nacional de Trabajadores de la Educación. Y en 1983 fue nombrado Secretario de Organización del Comité Ejecutivo Nacional del SNTE

## Carrera legislativa
Fue elegido diputado local del congreso de Veracruz desde 1981 hasta 1983 en la LII legislatura estatal. Después electo diputado federal por el distrito 5 de Veracruz en la LIII Legislatura desde el 1 de septiembre de 1985 hasta el 31 de agosto de 1988. Nuevamente fue elegido diputado federal por el distrito 8 de Veracruz para la LVIII legislatura desde el 1 de septiembre de 2000 al 31 de agosto de 2003.